# Liste d'ingénieurs militaires
Cette page liste des ingénieurs militaires de toutes époques, ayant construit ou étant intervenu de manière décisive sur les fortifications d’une place forte importante, ou ayant conduit d’importants sièges.

## Allemagne
- Konrad Kyeser (1366-1405) : ingénieur militaire
- Maximilian von Welsch (1671-1745) : forteresse de Mayence, de Philippsburg, et citadelle Petersberg d’Erfurt
- Rudolf Eickemeyer (1753-1825)
- Hans Alexis von Biehler (1818-1886)
- Claudius Franz Le Bauld de Nans (de) (1774-1844)
- Fritz Todt (1891-1942) ; Atlantikwal et Westwall

## Autriche
- Franz Scholl (1772-1838)

## Belgique
- Henri Alexis Brialmont (1821-1903) ; le "Vauban belge"

## Espagne
- Francisco Ramiro López : fort de Salses (1495), Collioure (1504-1510), prise de l’Alhambra de Grenade
- Pedro Navarro (1460-1528)
- Sebastián Fernández de Medrano (1646-1705), ingénieur militaire, directeur de l'Académie royale et militaire des Pays-Bas, à Bruxelles

## France
- Philibert de l'Orme, «architecte du roy et général des forteresses du pays et duché de Bretagne»,
- Jean de l'Orme, sieur de Saint-Germe, frère de Philibert de l'Orme,
- Jean de Renaud de Saint-Rémy, architecte du roi de France : Saint-Paul-de-Vence (1546-1556), Fort Carré (Antibes),
- Louis de Foix : phare de Cordouan,
- Raymond de Bonnefons (mort en 1607), ingénieur du roi en Provence, Dauphiné et Bresse : fortifications d'Antibes, Toulon,
- Jean de Bonnefons, ingénieur du roi en Provence,
- Jean de Beins, ingénieur et géographe du roi pour le Dauphiné à partir de 1607,
- Hervé Boullard : Navarrenx, Mont-de-Marsan (1577), Nérac (1585),
- François de Mandon (dit de Saint-Rémy), (v.1530-1575),
- Joseph Boillot (1546-1605), ingénieur du roi Henri IV, il assure la fortification de Langres,
- Jean-Nicolas Desandrouins, colonel du génie, il assure la réalisation des défenses du Canada puis participe à la campagne du comte de Rochambeau aux États-Unis,
- Jean Donnat, ingénieur militaire en Languedoc : port de Sète, fort de Brescou,
- Jean Errard de Bar-le-Duc (vers 1554-1610), architecte royal : Picardie et Île-de-France (1599), premier traité français de fortification,
- Jean L'Hoste (vers 1586-1631), ingénieur des fortifications du duc de Lorraine : Nancy, Marsal,
- Pierre de Conty d'Argencour (1575-1655), ingénieur général des provinces d'Aunis, Saintonge, Poitou, Guyenne, Béarn et Navarre : Brouage (1628), Saint-Jean-Pied-de-Port,
- Antoine de Ville, dit le chevalier Deville (1596-1656) : Pula,
- Blaise François Pagan (1604-1665),
- Nicolas de Langres (mort en 1665), ingénieur du roi ayant servi au Portugal à partir de 1640,
- Louis Nicolas de Clerville (1610-1677), commissaire général des fortifications du royaume : fort Saint-Nicolas (Marseille), canal du Midi,
- Pierre de Massiac de Sainte-Colombe (1616-1682),
- Sébastien Le Prestre de Vauban (1633-1707), commissaire général des fortifications du royaume à la mort du chevalier de Clerville : ceinture de fer,
- Guy Creuzet de Richerand (1652-1704), ingénieur du roi, directeur des fortifications en Dauphiné,
- André de Lambert, ingénieur militaire, a participé aux côtés du chevalier de Clerville aux travaux du canal du midi.
- Joseph-Gaspard-Louis Lambert de Guérin (1655 - ?), ingénieur du roi louis XIV, ingénieur général russe du tsar Pierre 1er, réalise les plans de Forteresse Pierre et Paul  et prend une part active à la fondation de st Petersbourg
- François Ferry (1649-1701), ingénieur du roi, directeur des fortifications de la façade atlantique,
- Siméon Garangeau (1647-1741), ingénieur du roi, directeur des fortifications en Bretagne,
- Jean de Mesgrigny (1629-1720), lieutenant général du roi, ami de Vauban, directeur des fortifications du Hainaut,
- Antoine Niquet (vers 1640-1726), ingénieur du roi, directeur des fortifications en Provence, Languedoc et Dauphiné,
- Isaac Robelin (1631-1709), ingénieur du roi, directeur des fortifications en Flandres,
- Jacques Tarade (1640 - 1722) ingénieur du roi, directeur des fortifications en Alsace,
- Gaspard-Joseph Chaussegros de Léry (1682-1756),
- Louis de Cormontaigne (1695-1752),
- Marc-René de Montalembert (1714-1800),
- Claude François Grillot de Prédélys (1725-1802),
- Jean Le Michaud d'Arçon (1732-1800),
- Jacques Noel Sané (1740-1831), le "Vauban de la marine",
- Simon François Gay de Vernon (1760-1822),
- François Nicolas Benoît Haxo (1774-1838), 1er "Vauban du XIXe siècle",
- Simon Bernard (1779-1839) ; le "Vauban du nouveau monde",
- Raymond Adolphe Séré de Rivières (1815-1895), second "Vauban du XIXe siècle".
- Jean Mathieu d'Asté, ingénieur militaire en Languedoc : port de Sète, fort de Brescou, corps royal du génie
- Georges Baptiste d'Asté, ingénieur militaire en Languedoc
- François d'Asté, ingénieur militaire en Languedoc

## Grèce antique
- Améinoclès
- Artémon de Clazomènes
- Diadès de Pella
- Énée le Tacticien
- Géras de Carthage
- Péphrasménos
- Philon d’Athènes
- Polyeidos de Thessalie
- Archimède (machines de défense de Syracuse)

## Italie
- Roberto Valturio (1405-1475), conseiller au service de Sigismond Malatesta,
- Francesco di Giorgio Martini (1439-1502): Sassocorvaro, 1475,
- Pontelli : Rocca d'Ostie, 1482-86,
- Bramante : Civitavecchia, 1508,
- Antonio da Sangallo le Vieux (1455-1534) . Arezzo, Florence, Rome,
- Giuliano da Sangallo : Florence : château Saint-Ange,
- Antonio da Sangallo le Jeune (1484-1546) : Vatican, Ancône,
- Michele Sanmicheli (1484-1559), un des pères du tracé à l'italienne,
- Giovanni Giocondo : fort de Leucate (dernières années du XVe siècle),
- Anchise de Bologne : boulevard Saint-Sébastien de Lyon (1524-1525) ; premier fortification bastionnée de France,
- Dominique Cortone (1465-1549), architecte du roi de France : places du Nord de la France,
- Giacomo Castriotto (1510-1563), capitaine et ingénieur militaire : Calais,
- François de Precipiano ; Dole,
- Ambroise de Precipiano ; Gray, citadelle espagnole de Besançon,
- Agostino Ramelli, ingénieur militaire au service d'Henri III,
- Antonio da Castello, architecte du roi de France : places du Nord de la France,
- Girolamo Marini : Vitry-le-François, Rocroi,
- Girolato Bellarmato (1493-1555) : Le Havre, Paris, Chalon-sur-Saône,
- Francesco de Marchi (1504-1576),
- Bernardin Bellarmato (fils de Girolato) : Calais, Brouage,
- Belfani : adjoint de Bernardin Bellarmato, première enceinte de Brouage,
- Fabrizio Siciliano, architecte du roi de France et du roi de Navarre : Navarrenx (1538-1546),
- Pietro Cataneo (1510-1574), architecte militaire siennois auteur d'un traité d'architecture,
- Francesco Paciotto (1521-1591), citadelles de Turin, Anvers et Bourg-en-Bresse, architecte du duc de Savoie,
- Filippo Terzi (1520-1597), ingénieur et architecte, il a travaillé pour Guidobaldo II della Rovere, dans le duché d'Urbino, puis pour Philippe II, au Portugal,
- Juan Bautista Antonelli (1527-1588), ingénieur du roi Philippe II d'Espagne : château de Santa Barbara,
- Tiburzio Spannocchi (1543-1606), ingénieur militaire pour le roi Philippe II,
- Leonardo Torriani (1559-1628), ingénieur militaire ayant travaillé pour le roi d'Espagne et de Portugal.
- Gennaro Maria D'Afflitto (1618-1673), ingénieur militaire pour le roi d'Espagne.

## Portugal
- Luís Serrão Pimentel (1613-1679) : ingénieur militaire portugais

## Danemark
Woldemar de Lowendal (1700-1755) ; le "Vauban de Louis XV" (prit notamment Bergen-op-Zoom en 1747)

## Pays-Bas
- Simon Stevin : promoteur du système de défense par fossés et prairies inondables
- Menno van Coehoorn (1641-1704) : forts de Groningue et de Namur ; le "Vauban hollandais"
- Joannes Cieremans dit Cosmander, père jésuite ayant servi comme ingénieur militaire au Portugal : place-forte d'Elvas
- Bernard de Gomme : ingénieur militaire du roi Charles II d'Angleterre
- Georges-Prosper de Verboom (1667-1744), ingénieur militaire des Pays-Bas espagnols au service de l'Espagne

## Rome antique - Empire romain
- Apollodore de Damas architecte et ingénieur de l'empereur Trajan, auteur de traités sur les machines de guerre
- Philon de Byzance
- Végèce n'est pas un ingénieur militaire, mais son traité Epitoma rei militaris a été étudié pendant tout le Moyen Âge et la Renaissance
- Vitruve